# 代數數論
在數學中，代數數論（英語：Algebraic number theory）是數論的一支，在这个数学分支中，「數」的概念延伸到代数数上，以解決具體的數論問題。這類數是有理係數多項式的根。與此相關的概念是數域，這是有理數域的有限擴張。依照同样的动机，整數可以被推广为為代數整數，然后研究一個數域裡的代數整數。
代數整數在加法、減法與乘法下構成一個環，但整數的許多性質並不能推廣到一般數域裡的代數整數上，其中一個例子是素因數分解的唯一性（又稱算術基本定理），這是十九世紀數學家試圖證明費馬大定理時遇到的主要阻礙，然而代數數論的應用不僅止於此。數學中一些較深入的理論有助於讓我們了解代數數與代數整數的性質——包括伽羅瓦理論、伽羅瓦上同調、類域論、群表示论與L-函數的相關理論等等。
數論中的許多問題可藉由「模 p」（其中 p 為素數）來研究。這套技術導向p進數的建構，而p進數是局部域的例子；局部域的研究運用了一些研究數域時的相同方法，但是通常更容易處理。各個局部域上性质时常可以上升到整体數域上性质，例如哈瑟原理：

「一個有理係數二次方程在有理數域上有解，若且唯若它在實數上及在每個素數 p 之 p進數域上有解」。

這類結果往往被稱作局部-整體原理，其中「局部」意指局部域，而「整體」意指數域。

## 唯一因子分解和理想类群
代数数域K的整数环OK的元素的素分解和整数环Z的素数分解有不同之处，不是每个OK的元素都唯一分解。虽然OK元素的唯一分解性质在某些情况下可能成立，如高斯整环，但在其它情况下可能会失败， 如Z[√-5]中，6就不是唯一分解:{\displaystyle 6=2\cdot 3=(1+{\sqrt {-5}})\cdot (1-{\sqrt {-5}}).}
这里需要注意的是需要考虑分解确实“质数”的，同样的算式可以出现在Q[√-5]中，但是因为Q[√-5]是一个二次域，既一定是唯一分解整环。
OK的理想类群是一个整数环OK的元素是否唯一因子分解的度量，特别是当整数环OK理想类群是平凡群时，当且仅当O为唯一分解整环。0的唯一因子分解和OK素理想间关系。
OK元素的唯一分解可能成立：这时OK的理想的唯一分解成素理想（即它是一个戴德金整环）。这使得在研究OK的素理想尤其重要。从另方面，从整数环Z更改为代数数域K的整数环OK后，整数环Z中素数就能生成Z素理想（其实，Z的每一个素理想（p）的形式是：pZ）可同一素数在O中可能不再生成素理想，例如，在高斯整环中，理想2Z[i]不再是素理想：
{\displaystyle 2\mathbf {Z} [i]=\left((1+i)\mathbf {Z} [i]\right)^{2}.}
但理想3Z[i]是一个素理想。高斯整环唯一因子分解完整的答案使用费马大定理，其结果为：
{\displaystyle p\mathbf {Z} [i]{\mbox{ is a prime ideal if }}p\equiv 3\,(\operatorname {mod} \,4)}
{\displaystyle p\mathbf {Z} [i]{\mbox{ is not a prime ideal if }}p\equiv 1\,(\operatorname {mod} \,4).}
得出这种简单的结果对更一般的整数环来说是代数数论的基本问题。当代数数域K是有理数Q的阿贝尔扩张时（即有交换伽罗瓦群的扩张）类域论实现了这一目标。

## 素元和素点
（根据类域论，因K为有理域Q时OK才有唯一分解，以下K=Q，注意有理域Q和有理数域不同，实域R和实数域不同）
在OK素理想的概念的一个重要的推广是理想论，也叫赋值论，这两种方法之间的关系如下：
运算为通常的绝对值函数|·|，映射有理域Q→实域R的，令绝对值函数|·|p:  定义称为p-adic绝对赋值，p∈Z中的素数。由奥斯特洛夫斯基的定理，所有p-adic绝对赋值对Q是等价类,p-adic绝对赋值可看成类似通常素数。更普遍的，代数数域K的绝对赋值称为一个素点。K中素元分两类：像p-adic绝对赋值|·|p这种等价类是有限的，被称为有限素元（有限素点）。而通过复域C的模|·|方式定义的素元可看成复域C一个无限子集，被称为无限素元（或无限素点）。因此，一般表示Q的素元集合为{2，3，5，7，...，∞}，在这种情况下|·|∞是有理域Q的素元（素点）。
K的无限素元可有嵌入同态K→C（即非零的环同态，从K到C）。具体来说，可把嵌入分成两个不相交的子集，那些像在R中算一个子集S1，其余的为另一子集S2。S1的每个嵌入σ：K→R，对应唯一一个和通常绝对值一样的绝对赋值;这种方式产生的一个素元的被称为一个实素元（或实素点）。S2的一个嵌入τ：是K→C不包含在R中的的像，可以形成另一个唯一的嵌入τ，称为共轭嵌入，组成的复共轭映射为τ的C→C.而此绝对赋值为复数的模：|z| = |z| 。这样的素元叫一个复素元（或复素点）。这样无限素元的集合的描述如下：每个无限素元对应到一个唯一的嵌入σ：K→R，或一对共轭嵌入τ，τ：K→C.实素点素数表示为r1 ，复素点表示为r2，嵌入ķ→C的总数为r1+2r2，（事实上，等于K/ Q的扩张次数：[K：Q]）。

## 单位
算术基本定理说明Z环的乘法结构为：每一个非零整数可以表为唯一的若干素数次幂和±1乘。这对OK的理想的唯一分解对一部分理想正确，不能全正确是因为±1，因为整数1和-1是Z环的可逆元素（即单位，两者组成一个乘法群叫单位群，记为Z×，是个2阶循环群）。更普遍的是，在OK的形式下全部素元乘法可逆组成一个乘法群，记为O×，群素元称为OK的单位，这个群比2阶循环群Z×阶大。由狄利克雷单位定理可得：单位群是交换群。更确切的有伽罗瓦模形式：
OK {\displaystyle \simeq } Z⊕r⊕（有限循环群）。
有限循环群即为K的单位群O×。OK单元群的阶大小，OK的格结构，在类数公式可以看出。

## 局部域
在素点w对数域K完备化给出了一个完全域。如果赋值是阿基米德赋值，得到R或C，都是完全域。如果非阿基米德赋值，则是有理素元的离散赋值，得到有限扩张Kw / Qp: ：这离散赋值域也是一个完全域，且是有限剩余域。
局部方法简化了域的算术，能局部研究问题。例如克罗内克韦伯定理，可以轻松地从局部状态进行。局部域的研究背后的哲学，主要是出于几何方法。在代数几何，可通过对极大理想的点集局部化的变量研究入手。而全局信息，可通过局部化综合在一起得出。在代数数论，局部研究问题是主要方法之一，通过在数域代数中对整数环的素元入手，再对分式域研究得出全局信息。

## 主要结果
理想类群阶的有限性问题。代数数论一个经典结论是：代数数域的理想类群阶有限。
理想类群阶大小叫类数，常记为h。

### 狄利克雷单位定理
- 狄利克雷的单位定理提供了OK 单位乘群O× 的结构描述，它指出:OK {\displaystyle \simeq }Z⊕r⊕（finite circle group）其中有限循环群是O×的所有单位根组成，且r = r1 + r2 − 1，或者说，OK是阶为r = r1 + r2 − 1的有限阿贝尔群，且其扭元素由O×的所有单位根组成

### 互反律
- 二次互反律
- 三次互反律
- 四次互反律